# 6612 Hachioji
6612 Hachioji è un asteroide della fascia principale. Scoperto nel 1994, presenta un'orbita caratterizzata da un semiasse maggiore pari a 2,4224662 UA e da un'eccentricità di 0,1443654, inclinata di 3,83797° rispetto all'eclittica.